# Revisionskommitté
En revisionskommitté är ett frivilligt organ inom ett företag som sköter ärenden såsom: uppföljande av bokslutsprocessen, övervaka effektiviteten över företagets internkontroll och internrevision samt riskhanteringssystem, behandla beskrivningen av de viktigaste inslagen i systemet för den interna kontrollen och riskhanteringen som är i samband med den finansiella rapporteringsprocessen som även ingår i bolagets bolagsstyrningsrapport samt andra liknande uppgifter.
Styrelsen för ett företag kan skapa en revisionskommitté som har i uppgift att behandla ärenden som gäller bolagets finansiella rapportering och övervakning. Ifall affärsverksamheten i ett företaget är omfattande på den nivå att inte hela styrelsen samtidigt kan vara med och behandla ärenden som gäller den finansiella rapporteringen och övervakningen, ska en mindre sammansättning det vill säga revisionskommittén grundas. Ifall en revisionskommitté inte finns ansvarar alltså bolagets hela styrelse för beredningen av uppgifter. Revisionskommittén skall till största delen bestå av ledamöter som är oberoende av bolaget. Dessutom skall minst en av medlemmarna vara oberoende av bolagets betydande aktieägare. En revisionskommitté förväntas ha den expertis och erfarenhet inom sitt arbetsområde som kan förutsättas. Minst en medlem skall ha redovisnings- eller revisionsbakgrund.
Efter skandaler, exempelvis Enron-skandalen, som väckt stor uppmärksamhet i median har man under 2000-talet velat öka transparensen och öka offentligheten gällande företagens revision. Sarbanes-Oxley Act skapades för att förebygga att motsvarande misstag skulle ske i framtiden genom att ge börsnoterade bolags styrelser mera makt att ifrågasätta revisorernas arbete.

## Revisionskommitténs lagstadgade huvuduppgifter
Enligt lagstiftningen är utgångspunkten den att revisionskommittén uppgifter består av bland annat dessa:
- Uppföljandet av bokslutsprocessen
- Övervaka effektiviteten över företagets internkontroll och internrevision samt riskhanteringssystem
- Behandla beskrivningen av de viktigaste inslagen i systemet för den interna kontrollen och riskhanteringen som är i samband med den finansiella rapporteringsprocessen som även ingår i bolagets bolagsstyrningsrapport
- Kontrollera och övervaka den lagstadgade revisionen av bokslutet och koncernbokslutet
- Överväga och bedöma den lagstadgade revisorns eller revisions företagets oberoende och i synnerhet de sidotjänster som erbjuds åt företaget.

Uppgifterna är lagstadgade men kan även skötas av styrelsen eller ett annat organ om företaget inte har en revisionskommitté.  

### Revisionskommitténs övriga uppgifter
Revisionskommittén kan sköta även andra uppgifter som inte är stadgade i lagstiftningen. Dessa kan bland annat bestå av följande uppdrag och uppgifter:
- Följa upp bolagets finansiella ställning
- Övervaka den finansiella rapporteringsprocessen och riskhanteringsprocessen
- Godkänna verksamhetsanvisningen för bolagets interna revision samt behandlingen av planerna och rapporter för interna revisionen
- Avgörandet av processen för iakttagandet av lagar och bestämmelser
- Samverka med revisorn, bland annat gå igenom rapporter som revisorn sammanställt för revisionskommittén
- Förbereda beslutsförslag för valet av revisor
- Följa upp bolagets finansieringssituation och skattemässiga ställning samt risker anknutna till dessa
- Följa upp processer och eventuella risker i koppling till IT-säkerhet
- Behandling av bolagsstyrningsrapporten
- Uppföljning och vidare utredning av avvikande frågor som av styrelsen anvisats och som lämpar sig för revisionskommitténs ansvarsområde. Till dessa frågor kan antas höra ärenden som till exempel gäller bolagets förfaringssätt eller enskilda risker

## Expertis och sammansättning
Den finska lagen kräver att minst en oberoende ledamot har expertis inom redovisning, revision eller bokföring. Revisionskommittén sköter ett flertal olika arbetsuppgifter. Revisionskommittén har som mål att stöda samt främja bolagsledningen i olika uppgifter. Omfattande kompetens inom affärsledning hjälper kommittén att granska och behandla kritiskt samt underlätta bolagsledningens agerande. Det förväntas av revisionskommittén att dess medlemmar har tillräcklig kännedom inom det verksamhetsområde där bolaget agerar.
Eftersom revisionskommittén behandlar frågor på ett oberoende sätt från företagets intressen, bör majoriteten av revisionskommitténs ledamöter vara oberoende av bolaget. Majoriteten av ledamöterna skall vara oberoende och minst en av dessa skall vara oberoende av bolagets viktiga aktieägare.